# Persone di nome Saverio
| Questa pagina contiene informazioni ricavate automaticamente dalle voci biografiche con l'ausilio del template Bio e di un bot. L'aggiornamento è periodico e automatico e ricostruisce completamente la pagina. Se manca una persona in questa lista, sei pregato di non aggiungerla, ma accertati piuttosto che la sua voce biografica contenga il template Bio e che i dati anagrafici siano correttamente compilati. Se il template Bio manca, inseriscilo tu stesso o, in alternativa, metti l'avviso {{tmp\|Bio}} che ne segnala la mancanza. Se i dati riportati sono sbagliati, correggi direttamente la voce biografica; le modifiche saranno visibili in questa lista entro pochi giorni. Per chiarimenti vedi il progetto antroponimi. La lista contiene solo le 110 persone che sono citate nell'enciclopedia e per le quali è stato implementato correttamente il template Bio. Pagina aggiornata al 22 lug 2025. |

Questa è una lista di persone presenti nell'enciclopedia che hanno il nome Saverio, suddivise per attività principale.

## Allenatori di calcio(1)
- Saverio Leotta, allenatore di calcio e calciatore italiano (Catanzaro, n. 1934 - Catanzaro, † 2020)

## Allenatori di calcio a 5(1)
- Saverio Palusci, allenatore di calcio a 5 e ex giocatore di calcio a 5 italiano (Cortina d'Ampezzo, n. 1974)

## Arbitri di calcio(1)
- Saverio Giulini, arbitro di calcio italiano (Lodi, n. 1903 - Milano, † 1980)

## Archeologi(1)
- Saverio Landolina, archeologo italiano (Catania, n. 1743 - Siracusa, † 1814)

## Architetti(4)
- Saverio Busiri Vici, architetto italiano (Roma, n. 1927 - Roma, † 2023)
- Saverio Dioguardi, architetto italiano (Rutigliano, n. 1888 - Bari, † 1961)
- Saverio Fragapane, architetto italiano (Caltagirone, n. 1871 - Firenze, † 1957)
- Saverio Muratori, architetto, urbanista e storico dell'architettura italiano (Modena, n. 1910 - Roma, † 1973)

## Arcivescovi cattolici(2)
- Saverio Cannistrà, arcivescovo cattolico e teologo italiano (Catanzaro, n. 1958)
- Saverio Ritter, arcivescovo cattolico italiano (Chiavenna, n. 1884 - Pietrelcina, † 1951)

## Attori(5)
- Saverio Deodato Dionisio, attore italiano (Roma, n. 1972)
- Saverio Guerra, attore statunitense (Brooklyn, n. 1964)
- Saverio La Ruina, attore, drammaturgo e regista teatrale italiano (Castrovillari)
- Saverio Marconi, attore e regista teatrale italiano (Roma, n. 1948)
- Saverio Vallone, attore e regista teatrale italiano (Roma, n. 1955)

## Biatleti(1)
- Saverio Zini, ex biatleta italiano (Sondalo, n. 1994)

## Cardinali(1)
- Saverio Canale, cardinale italiano (Terni, n. 1695 - Roma, † 1773)

## Cestisti(1)
- Saverio Coltellacci, ex cestista italiano (Roma, n. 1972)

## Comici(1)
- Saverio Raimondo, comico e conduttore televisivo italiano (Roma, n. 1984)

## Compositori(2)
- Saverio Seracini, compositore, chitarrista e direttore d'orchestra italiano (Prato, n. 1905 - Torino, † 1969)
- Saverio Valente, compositore italiano

## Direttori della fotografia(1)
- Saverio Guarna, direttore della fotografia italiano (Milano, n. 1956)

## Dirigenti sportivi(1)
- Saverio Sticchi Damiani, dirigente sportivo italiano (Galatina, n. 1975)

## Doppiatori(3)
- Saverio Garbarino, doppiatore e attore italiano (Roma, n. 1949)
- Saverio Indrio, doppiatore, direttore del doppiaggio e attore italiano (Taranto, n. 1963 - Roma, † 2025)
- Saverio Moriones, doppiatore italiano (Roma, n. 1943)

## Esploratori(1)
- Saverio Patrizi, esploratore, entomologo e speleologo italiano (Roma, n. 1902 - Roma, † 1957)

## Filologi(1)
- Saverio Bellomo, filologo e italianista italiano (Treviso, n. 1952 - Venezia, † 2018)

## Fotografi(1)
- Saverio Marra, fotografo italiano (San Giovanni in Fiore, n. 1894 - San Giovanni in Fiore, † 1978)

## Fumettisti(1)
- Saverio Tenuta, fumettista e illustratore italiano (Roma, n. 1969 - Roma, † 2023)

## Generali(3)
- Saverio Capolupo, generale italiano (Capriglia Irpina, n. 1951)
- Saverio Griffini, generale e patriota italiano (Casalpusterlengo, n. 1802 - Bosnasco, † 1884)
- Saverio Malizia, generale e magistrato italiano (Trapani, n. 1914)

## Gesuiti(1)
- Saverio Bettinelli, gesuita, scrittore e critico letterario italiano (Mantova, n. 1718 - Mantova, † 1808)

## Giocatori di football americano(1)
- Saverio Giovanni Rocca, giocatore di football americano e giocatore di football australiano australiano (Melbourne, n. 1973)

## Giornalisti(8)
- Saverio Fiducia, giornalista italiano (Catania, n. 1878 - Catania, † 1970)
- Saverio Fossati, giornalista italiano (Milano, n. 1960)
- Saverio Gaeta, giornalista, scrittore e saggista italiano (Napoli, n. 1958)
- Saverio Lodato, giornalista e saggista italiano (Reggio Emilia, n. 1951)
- Saverio Montingelli, giornalista italiano (Andria, n. 1959)
- Saverio Simonelli, giornalista, scrittore e traduttore italiano (Roma, n. 1964)
- Saverio Tommasi, giornalista italiano (Firenze, n. 1979)
- Saverio Tutino, giornalista e scrittore italiano (Milano, n. 1923 - Roma, † 2011)

## Giuristi(1)
- Saverio Ruperto, giurista italiano (Roma, n. 1962)

## Imprenditori(3)
- Saverio De Bellis, imprenditore italiano (Castellana, n. 1833 - Castellana, † 1918)
- Saverio De Michele, imprenditore e politico italiano (Taranto, n. 1923 - Olbia, † 2021)
- Saverio Garonzi, imprenditore e dirigente sportivo italiano (Verona, n. 1910 - Verona, † 1986)

## Indologi(1)
- Saverio Sani, indologo e glottologo italiano (Livorno, n. 1947)

## Ingegneri(1)
- Saverio Musmeci, ingegnere italiano (Acireale, n. 1633 - Acireale, † 1691)

## Letterati(1)
- Saverio Mattei, letterato, musicista e avvocato italiano (Montepaone, n. 1742 - Napoli, † 1795)

## Mafiosi(3)
- Saverio Mammoliti, mafioso italiano (Oppido Mamertina, n. 1942)
- Saverio Morabito, mafioso e collaboratore di giustizia italiano (Platì, n. 1952)
- Sam Pollaccia, mafioso italiano (Cefalà Diana, n. 1887)

## Medici(3)
- Saverio Graziano, medico italiano (Barletta, n. 1702 - Fiume, † 1780)
- Saverio Latteri, medico italiano (Palermo, n. 1895 - Catania, † 1963)
- Saverio Manetti, medico e botanico italiano (n. 1723 - † 1785)

## Militari(2)
- Saverio di Borbone-Parma, militare spagnolo (Camaiore, n. 1889 - Zizers, † 1977)
- Saverio Marotta, ufficiale italiano (Falconara Marittima, n. 1911 - Canale di Sicilia, † 1943)

## Musicisti(1)
- Saverio Lanza, musicista, compositore e produttore discografico italiano (Firenze, n. 1970)

## Organisti(1)
- Saverio Selecchy, organista italiano (Chieti, n. 1708 - Chieti, † 1788)

## Ostacolisti(1)
- Saverio Gellini, ex ostacolista italiano (Faenza, n. 1960)

## Parolieri(1)
- Saverio Grandi, paroliere, compositore e cantautore italiano (Cento, n. 1962)

## Partigiani(1)
- Saverio Papandrea, partigiano italiano (Vibo Valentia, n. 1920 - Forno Canavese, † 1943)

## Patrioti(2)
- Saverio Friscia, patriota, politico e anarchico italiano (Sciacca, n. 1813 - Sciacca, † 1886)
- Saverio Grisei, patriota italiano (Morrovalle, n. 1811 - Morrovalle, † 1876)

## Pedagogisti(1)
- Saverio Fausto De Dominicis, pedagogista italiano (Buonalbergo, n. 1845 - Milano, † 1930)

## Pittori(7)
- Saverio Dalla Rosa, pittore e incisore italiano (Verona, n. 1745 - Verona, † 1821)
- Saverio della Gatta, pittore italiano (Lecce, n. 1758)
- Saverio Marchese, pittore italiano (Castrogiovanni, n. 1806 - Castrogiovanni, † 1859)
- Saverio Persico, pittore italiano
- Saverio Rampin, pittore italiano (Stra, n. 1930 - Venezia, † 1992)
- Saverio Scutellà, pittore, poeta e scrittore italiano (Delianuova, n. 1910 - Roma, † 1993)
- Saverio Terruso, pittore italiano (Monreale, n. 1939 - Milano, † 2003)

## Poeti(2)
- Saverio Costantino Amato, poeta e scrittore italiano (Nocera Inferiore, n. 1816 - Nocera Inferiore, † 1837)
- Saverio Vollaro, poeta, critico cinematografico e traduttore italiano (Reggio Calabria, n. 1922 - Roma, † 1986)

## Politici(14)
- Saverio Asprea, politico e giurista italiano (Locri, n. 1932 - Carpi, † 2025)
- Saverio Barbarisi, politico italiano (Foggia, n. 1780 - Napoli, † 1852)
- Saverio Catania, politico italiano (Trapani, n. 1935 - Trapani, † 2013)
- Saverio Congedo, politico italiano (Lecce, n. 1965)
- Saverio Crosa, politico italiano (n. 1801 - † 1900)
- Saverio D'Amelio, politico italiano (Ferrandina, n. 1935)
- Saverio D'Aquino, politico e medico italiano (Messina, n. 1928 - Messina, † 1997)
- Saverio De Bonis, politico italiano (Irsina, n. 1964)
- Saverio La Grua, politico italiano (Vittoria, n. 1941)
- Saverio Masi, politico italiano (Piana dei Greci, n. 1855 - Palermo, † 1910)
- Saverio Monteleone, politico italiano (Seminara, n. 1930 - Firenze, † 2006)
- Saverio Salvatore Porcari, politico e ambasciatore italiano (Palermo, n. 1927 - Roma, † 2013)
- Saverio Sechini, politico, giornalista e poeta italiano (Notaresco, n. 1887 - Pescara, † 1963)
- Saverio Zavettieri, politico e sindacalista italiano (Bova Marina, n. 1942)

## Presbiteri(2)
- Saverio Cassar, presbitero e patriota maltese (Gozo, n. 1746 - Gozo, † 1805)
- Saverio Ferina, presbitero e letterato italiano (Bisacquino, n. 1925 - Monreale, † 2016)

## Produttori televisivi(1)
- Saverio D'Ercole, produttore televisivo e produttore cinematografico italiano (Matera, n. 1965)

## Pugili(2)
- Joe Grim, pugile statunitense (Avellino, n. 1881 - Filadelfia, † 1939)
- Saverio Turiello, pugile italiano (Milano, n. 1910 - Milano, † 1988)

## Registi(1)
- Saverio Costanzo, regista e sceneggiatore italiano (Roma, n. 1975)

## Religiosi(1)
- Saverio Luigi Bandrés Jiménez, religioso spagnolo (Sangüesa, n. 1912 - Barbastro, † 1936)

## Scenografi(1)
- Saverio D'Eugenio, scenografo italiano

## Schermidori(1)
- Saverio Ragno, schermidore italiano (Trani, n. 1902 - Sacile, † 1969)

## Scrittori(3)
- Saverio Montalto, scrittore italiano (San Nicola d'Ardore, n. 1898 - Ardore Marina, † 1977)
- Saverio Strati, scrittore italiano (Sant'Agata del Bianco, n. 1924 - Scandicci, † 2014)
- Saverio Vertone, scrittore, opinionista e politologo italiano (Mondovì, n. 1927 - Torino, † 2011)

## Scultori(3)
- Saverio Gatto, scultore, pittore e disegnatore italiano (Reggio Calabria, n. 1877 - Napoli, † 1959)
- Saverio Partinico, scultore italiano (Palermo, n. 1859 - Palermo, † 1918)
- Saverio Ungheri, scultore italiano (Rizziconi, n. 1926 - Roma, † 2013)

## Storici(4)
- Saverio Del Giudice, storico italiano (Chieti, n. 1684 - Chieti, † 1764)
- Saverio Di Bella, storico e politico italiano (Drapia, n. 1940)
- Saverio Ricci, storico e saggista italiano (Avellino, n. 1960)
- Saverio Scrofani, storico, economista e scrittore italiano (Modica, n. 1756 - Palermo, † 1835)

## Vescovi cattolici(2)
- Saverio Gerbino, vescovo cattolico italiano (Caltagirone, n. 1814 - Caltagirone, † 1898)
- Saverio Granata, vescovo cattolico italiano (Messina, n. 1741 - Girgenti, † 1817)